# Hardcore positif
Le hardcore positif (parfois abrégé en posicore ou posi-core) est une branche de la scène punk hardcore socialement consciente ou qui se concentre sur des valeurs telles que l'inclusion, l'orientation communautaire et le pacifisme,. Le genre a été créé en réaction à la violence et à la négativité de la scène straight edge.

## Histoire
Depuis que le terme a été inventé dans les années 1980, il a été appliqué à un groupe divergent de styles musicaux et de groupes, notamment 7 Seconds, Youth of Today, Good Clean Fun, et The Wonder Years. Les premiers groupes de hardcore positif des années 1980 et 1990 chantaient sur des questions sociales telles que le traitement de la communauté LGBT par la scène punk hardcore, ainsi que le pacifisme et l'unité de la scène. Ce sont des sujets que les hardliners ont rejetés. De la fin des années 2000 aux années 2010, on assiste à une renaissance du genre. Au lieu d'être un contrecoup de la hardline, la renaissance vient d'un contrecoup des groupes de metalcore dominants (années 2010) dans la scène.